# Uncinorhynchus westbladi
Uncinorhynchus westbladi är en plattmaskart som beskrevs av Tor Karling 1952. Uncinorhynchus westbladi ingår i släktet Uncinorhynchus och familjen Gnathorhynchidae. Arten är reproducerande i Sverige. Inga underarter finns listade i Catalogue of Life.